# Veliki Školj (Mljet)
Veli(ki) Školj je nenaseljeni otočić ispred luke Saplunara na Mljetu. Jugozapadno je Mali Školj, a zapadno Mljet i naselje Saplunara.
Površina otoka je 41.508 m2, duljina obalne crte 1261 m, a visina 22 metra.

## Vanjske poveznice
|  | Zajednički poslužitelj ima još gradiva o temi Veliki Školj (Mljet) |